# Triplophysa daryoae
Triplophysa daryoae  (лат.) — вид среднеазиатских лучепёрых рыб из семейства Nemacheilidae. Эндемик реки Сох в Ферганской долине, Узбекистан
Длина до 94 мм.